# Everyday (EP)
Everyday é o segundo mini-álbum do girl group sul-coreano Girl's Day. Foi lançado em 7 de julho de 2011, com a canção "Hug Me Once" como faixa principal. O EP também marca a primeira vez que as integrantes Yura e Hyeri foram apresentadas em um álbum lançado fisicamente, visto que ambas só haviam participado em singles digitais antes desse lançamento.

## Antecedentes
Uma foto teaser do grupo foi lançada na internet em 29 de junho, junto com a capa do EP. Na foto, as garotas estão vestidas com vestidos de noiva, que é o conceito do EP. Em 1º de julho, a integrante Hyeri compartilhou mais duas fotos através da conta do Girl's Day no me2day. Uma foto é o primeiro teaser do videoclipe de "Hug Me Once". O EP foi lançado em 7 de julho com seus dois lançamentos digitais anteriores: "Girl's Day Party #2" e "Girl's Day Party #3", que constituem uma reedição das canções "Nothing Lasts Forever" e "Twinkle Twinkle", respectivamente.

## Videoclipe
Um teaser do videoclipe de "Hug Me Once" foi lançado em 3 de julho. Foi informado em 5 de julho que o videoclipe de "Hug Me Once" seria o primeiro vídeo-jogo interativo de K-pop a ser lançado. Um representante do grupo, Park Sinook revelou: "É a primeira vez que um vídeo musical de K-pop foi produzido dessa maneira, nossa equipe de produção de vídeo, metaoloz, criou uma experiência de jogo interativo, onde os fãs poderão escolher entre várias opções e resultados. Em última análise, os fãs vão determinar o que eles querem ver, bem como serem capaz de interagirem com as garotas em um nível mais íntimo. Cada uma das garotas tem uma personalidade muito vibrante e original, então nós esperamos que os fãs participem do jogo/videoclipe em cada resultado possível! O Girl's Day trabalhou muito para trazer algo novo e moderno para os seus fãs, por favor, aguardem o videoclipe interativo e apoiem o seu retorno.". O vídeo musical completo e interativo foi lançado em 7 de julho, junto com o lançamento do EP.

## Promoções
As promoções de "Hug Me Once" iniciaram em 8 de julho no show Music Bank da KBS. Elas também promoveram nos programas musicais de televisão Show! Music Core, Inkigayo e M! Countdown. As promoções terminaram em 6 de agosto, no Music Core, devido aos preparativos para a estreia no Japão.

## Lista de faixas
| Lista de faixas do EP |                                                       |         |  |
| N.º                   | Título                                                | Duração |  |
| 1.                    | "Young Love" (영러브; Yeong Leobeu)                   | 3:24    |  |
| 2.                    | "Hug Me Once" (한번만 안아줘; Hanbeonman Anajwo)      | 3:14    |  |
| 3.                    | "Twinkle Twinkle" (반짝반짝; Banjjak Banjjak)         | 3:04    |  |
| 4.                    | "Nothing Lasts Forever" (잘해줘봐야; Jalhaejwo Bwaya) | 3:24    |  |
| 5.                    | "Hug Me Once" (Instrumental)                          | 3:15    |  |
| Duração total:        | Duração total:                                        | 16:21   |  |

## Desempenho nas paradas

### Álbum
| Parada (2011)             | Melhor posição |
| ------------------------- | -------------- |
| Gaon Weekly albums chart  | 4              |
| Gaon Monthly albums chart | 16             |

### Singles
| "Nothing Lasts Forever" | 63 |
| "Twinkle Twinkle"       | 5  |
| "Hug Me Once"           | 15 |

### Vendas e certificações
| Tabela (2011)       | Quantidade |
| ------------------- | ---------- |
| Gaon vendas físicas | 5.000+     |

## Histórico de lançamento
| País          | Data               | Formatos             | Distribuidora                              |
| ------------- | ------------------ | -------------------- | ------------------------------------------ |
| Coreia do Sul | 7 de julho de 2011 | Download digital, CD | LOEN Entertainment Dream Tea Entertainment |